# Флаг сельского поселения Хорошево
Флаг муниципального образования сельское поселение «Хорошево» Ржевского района Тверской области Российской Федерации — опознавательно-правовой знак, служащий официальным символом муниципального образования.
Флаг утверждён 27 мая 2011 года и внесён в Государственный геральдический регистр Российской Федерации с присвоением регистрационного номера 6905.

## Описание
«Прямоугольное жёлтое полотнище с отношением ширины к длине 2:3, воспроизводящее композицию герба сельского поселения „Хорошево“ в красном, чёрном и белом цветах».
Геральдическое описание герба гласит: «В золотом поле червлёный столб, обременённый серебряным обелиском и сопровождённый по сторонам чёрными пушками (без лафетов) в столб, от жерл которых веерообразно разлетаются червлёные искры, по три у каждой пушки, причём средняя искра завершена звездой с шестнадцатью длинными и короткими лучами попеременно (из которых нижний длинный скрыт самою искрой)».

## Символика
Флаг сельского поселения «Хорошево» отражает исторические, культурные, социально-экономические, национальные и иные местные традиции.
Флаг разработан на основе герба сельского поселения «Хорошево».
Ржевская земля имеет многовековую насыщенную историю со множеством ярких страниц. Но одними из наиболее важных стали события Великой Отечественной войны. Так 5 августа 1943 года в деревне Хорошево, во время пребывания на Калининском фронте, останавливался И. В. Сталин, и именно отсюда, после получения сообщения об освобождении советскими войсками городов Орла и Белгорода, им был отдан приказ произвести в Москве первый в истории Великой Отечественной войны артиллерийский салют. Память об исторических событиях, о людях проявивших доблесть и героизм, о победах, давшихся нелёгкой ценой, на флаге сельского поселения «Хорошево» отражена стилизованным изображением салютующих орудий и изображением обелиска открытого 1 августа 1959 года в честь воинов Красной армии, павших в боях за освобождение Ржевского района от немецко-фашистских захватчиков.
Белый цвет (серебро) — символ чистоты, совершенства, мира и взаимопонимания.
Красный цвет — символ мужества, труда, силы, красоты и праздника.
Жёлтый цвет (золото) — символ славы, богатства, стабильности, уважения, солнечного тепла.